# بولینگ گرین (اوهایو)
بولینگ گرین(به انگلیسی: Bowling Green) شهری در ایالت اوهایو کشور ایالات متحده آمریکا است که جمعیت آن در سرشماری سال ۲۰۱۰ میلادی، ۳۰٬۰۲۸ نفر بوده‌است.